# Comahuesuchidae
De Comahuesuchidae zijn een familie van notosuchide crocodyliformen, opgericht in 1991. Het omvat de geslachten Comahuesuchus en Anatosuchus. Een van de kenmerken die uniek zijn voor deze familie is een uitwendig neusgat dat in de punt van de snuit is geplaatst. Er is ook een diastema, of spleet tussen de tanden, aan het uiteinde van de boven- en onderkaak. Zowel Anatosuchus als Comahuesuchus hebben maxillaire tandenrijen in de bovenkaak die zich uitstrekken over de dentaire tandenrijen van de onderkaak.
Verschillende recente fylogenetische analyses van notosuchiërs hebben Anatosuchus helemaal buiten Notosuchia geplaatst, en dus buiten Comahuesuchidae. Als dit waar is, zou Comahuesuchus het enige lid van Comahuesuchidae zijn.